# Maceta

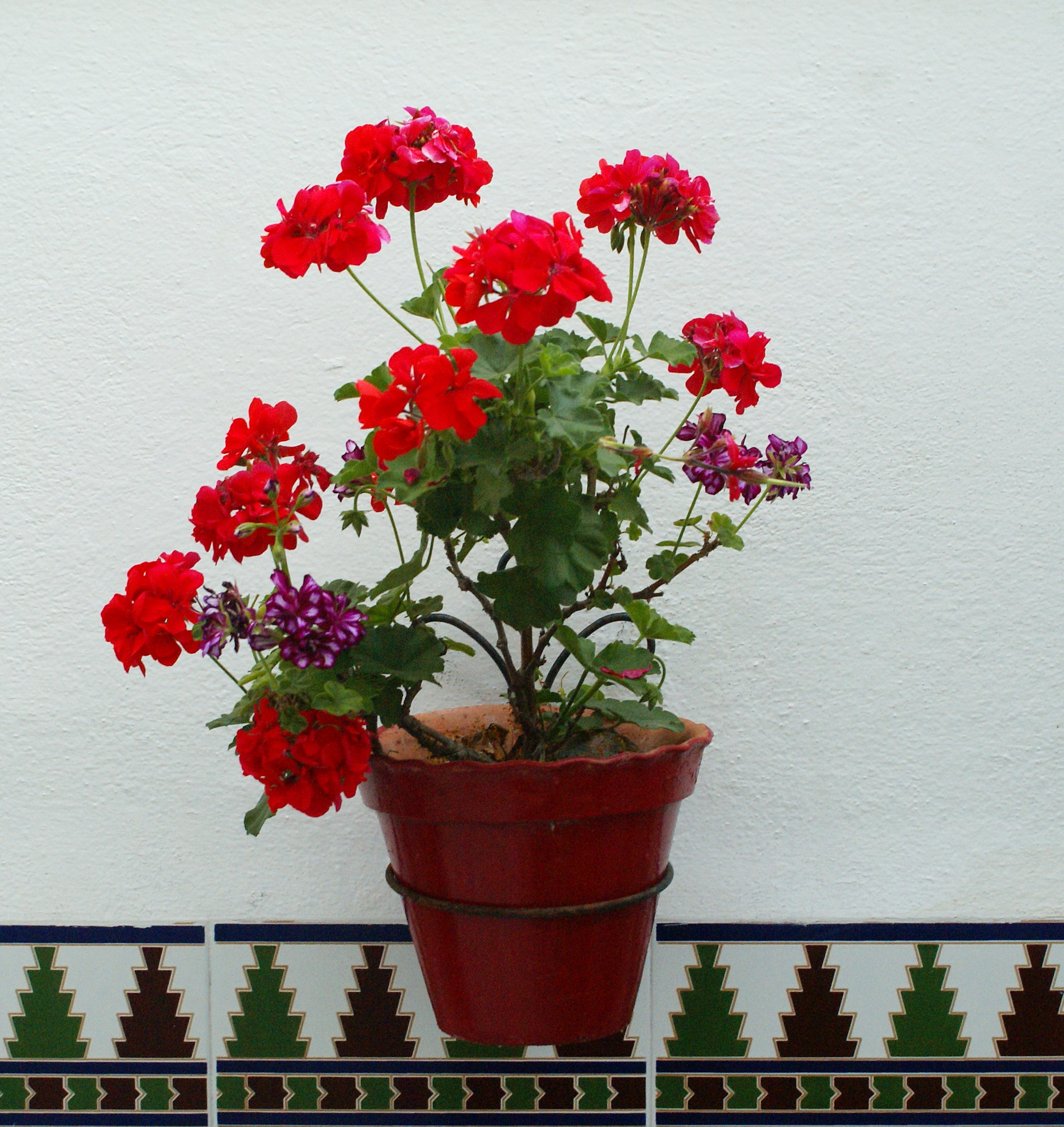
Maceta con geranio rojo.

Una maceta, matera, macetero o tiesto es un recipiente contenedor, normalmente en forma de cono truncado con un agujero en el fondo para el drenaje, utilizado para cultivar plantas tanto de exterior como de interior. Tradicionalmente se fabrica en greda o barro cocido, pero también existen de diferentes materiales, como fibra de vidrio, plástico, madera, piedra, cemento.  Los materiales biodegradables, como el papel de estraza, el cartón o incluso el esfagno seco, se utilizan en viveros e invernaderos para las plántulas destinadas al trasplante, ya que se pueden introducir en la nueva maceta o, directamente en el suelo, junto con la planta y al cabo del tiempo se deshacen.

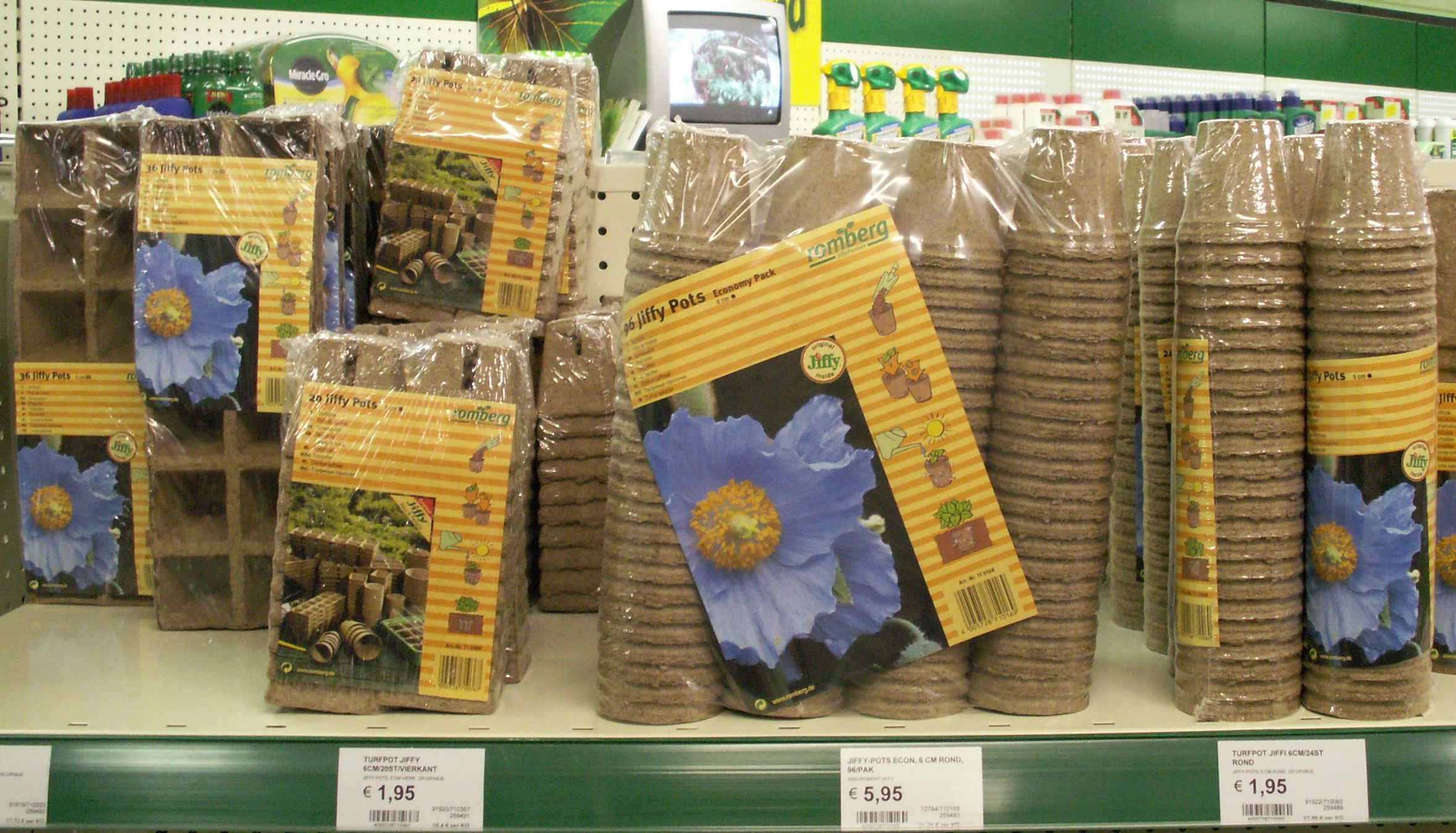
Macetas biodegradables

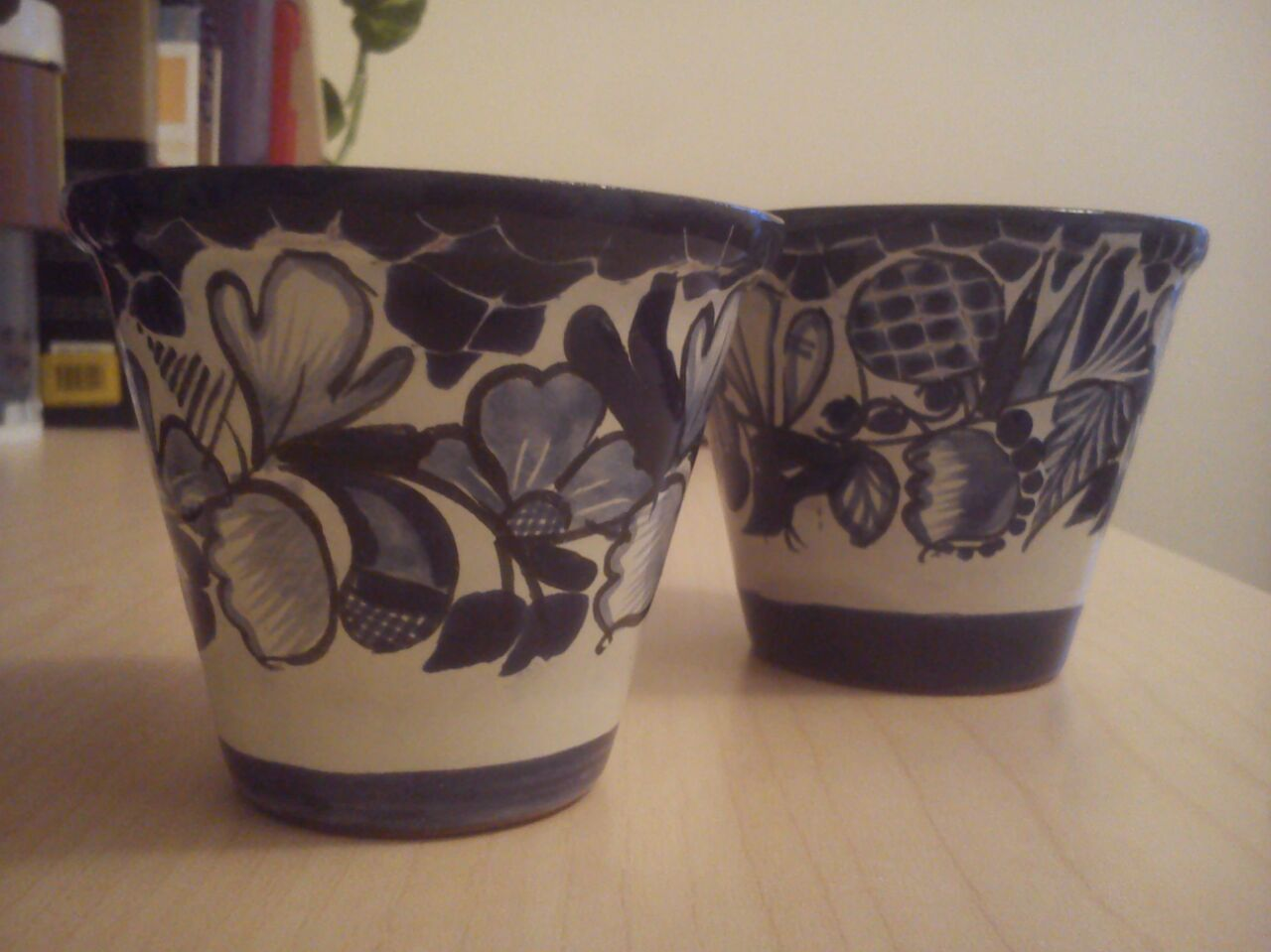
Macetas pequeñas mexicanas de barro tipo talavera

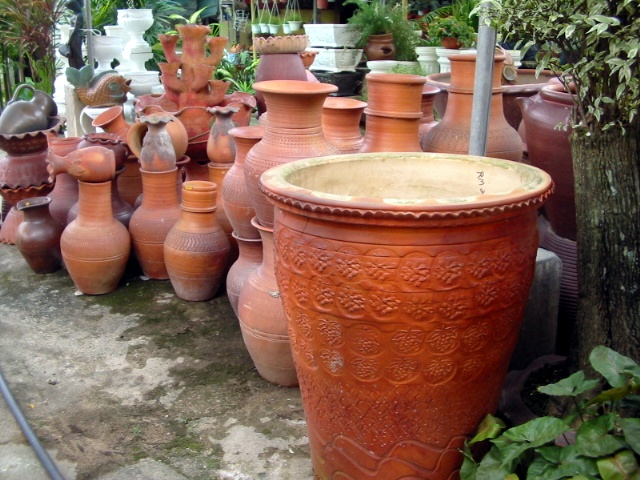
Maceteros de exterior. En primer plano un cocio del grupo de las tinajas.

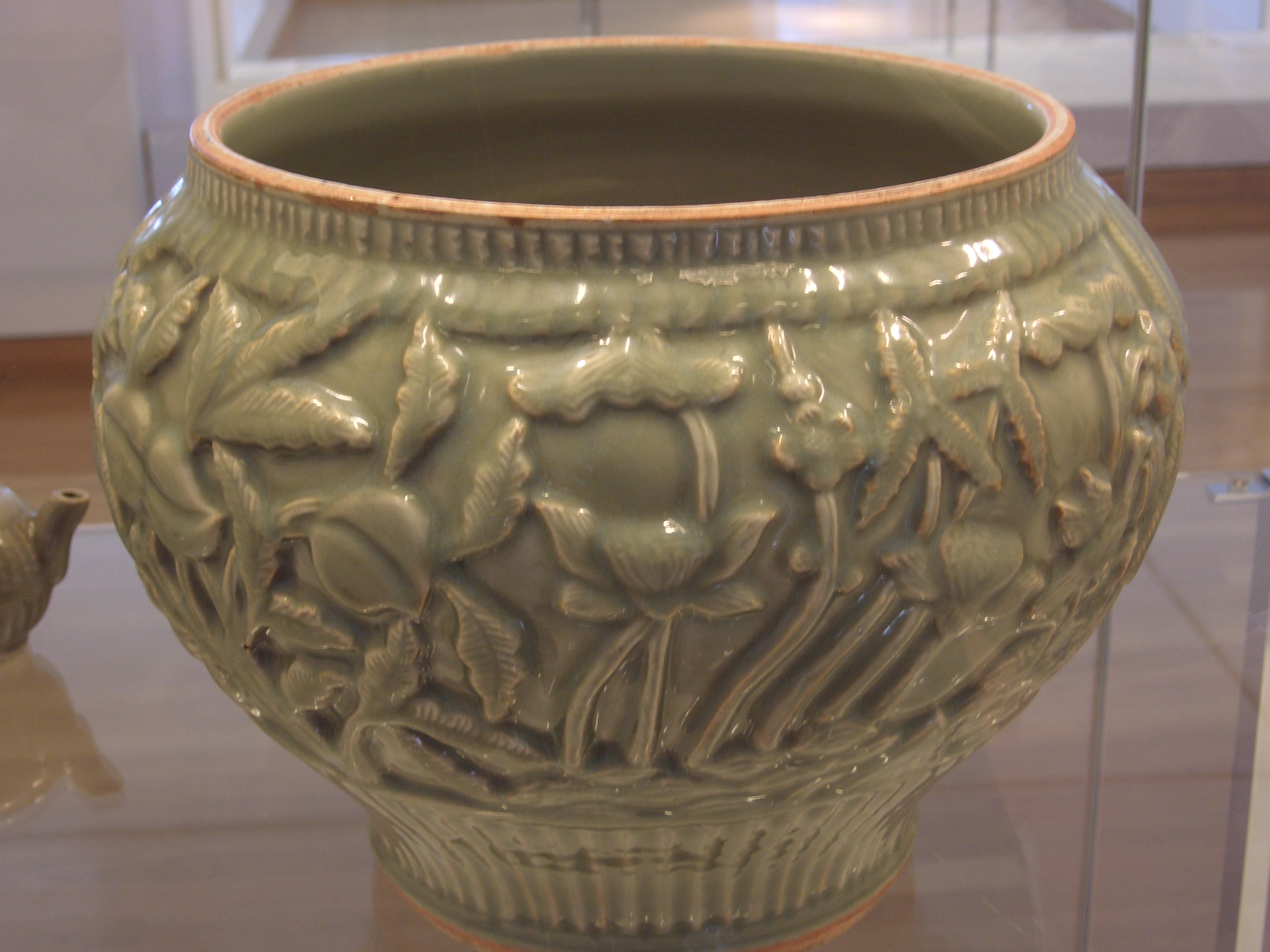
Macetero de cerámica china, con relieves de cinco plantas (hojas de albaricoquero, lotos, peonías, sauce y palmas) de la Dinastía Uang-Ming. Museo de las Artes Decorativas de Fráncfort del Meno.

## Materiales y formas

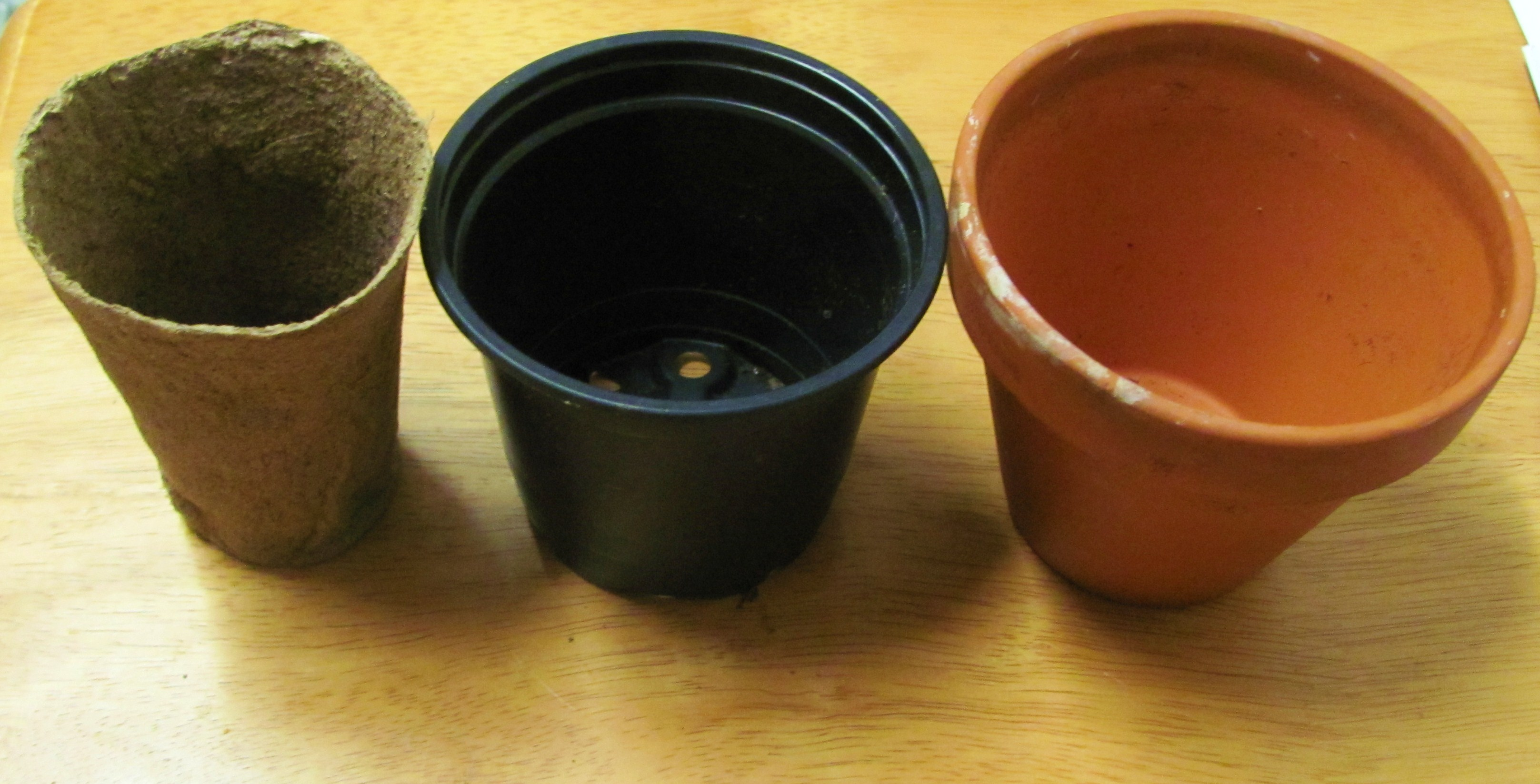
3 ollas en la mesa

Las macetas se fabrican en distintos materiales; los más comunes son el plástico, la greda y el barro cocido. Estos dos últimos funcionan bien en exteriores por tener propiedades similares de transpiración de la tierra contenida y apariencia natural. El plástico, más ligero y económico, tiene el inconveniente del rápido calentamiento del contenido influyendo en el natural crecimiento de las plantas. Otros materiales son el gres, el hormigón, la piedra natural o artificial, la resina, la fibra de vidrio. También hay recipientes de metal —al que hay que aplicar un tratamiento antióxido— y de diversas fibras vegetales.

Se pueden encontrar en una gran variedad de formas, y de líneas geométricas convencionales: tipo cubo, cilindros, en triángulo como esquineras. En las terrazas y jardines, los maceteros y macetas pueden actuar como referencia visual y combinados con el mobiliario de jardín. A menudo, sirven además como separadores de ambientes, guías en senderos, límites de espacios periféricos, etc.

## En interiores
Las macetas de interior se utilizan para contener plantas naturales o artificiales. En las viviendas, son muy decorativas las macetas de porcelana decorada o de madera aunque son habituales las fabricadas en metal (acero pulido, latón, etc.). El diseño de maceteros se ha diversificado enormemente a partir del tradicional mueble redondo o de formas redondeadas. Es habitual encontrarlos con base cuadrada, alargados, asimétricos, etc. Las mendocinas son de barro. Es una maceta artesanal, resultado de una tradición alfarera centenaria y cuando envejece cambia de tono ligeramente, tiende a ponerse blanca y adopta un aspecto deslucido. Sin embargo, existe una técnica para solucionar este problema. Para ello se sumerge la maceta durante media hora en agua con vinagre y el acetato hace que recupere su color. Una vez seca se puede barnizar por fuera. Si se hace por dentro y por fuera, se consigue un efecto "termo", que resguarda del calor y el frío extremos. Este tipo de maceta puede encontrarse en dos variedades: patinadas, que mediante un proceso especial de vitrificación en hornos a altas temperaturas logran adquirir un brillo particular. Y otra más rústica y sobria, de barro cocido natural opaco. Una alternativa al barro cocido es la maceta de cemento, imitación mendocina.{{Tipos de macetas}}

## En exteriores
Para situar a la intemperie en un jardín o balcón se pueden utilizar las de barro cocido las de fibra de vidrio o las de fibrocemento que se pueden encontrar en una gama muy amplia de colores y de formas. Existen en el mercado una amplia variedad de macetas que van desde diseños clásicos o contemporáneos hasta macetas muy novedosas. Para una ambientación al estilo español antiguo se han recuperado las tinajas. En cambio para una de tipo mexicano o americano es la maceta de cemento tipo ollas.[cita requerida]

## Historia
A lo largo de los siglos, el uso de macetas ha influido en la historia de la horticultura, la cual "floreció" en cuanto la gente adquirió la habilidad de trasladar las plantas de uno a otro medio ambiente. Los egipcios fueron de los primeros pueblos que las utilizaron de esta forma. Los romanos fueron los primeros que trasladaban las plantas al interior en tiempo frío. Durante el siglo XVIII se transportaron en macetas semilleros del árbol del pan desde Tahití a las Indias Occidentales y los geranios hicieron el viaje desde África a Norteamérica. Las orquídeas y las violetas africanas también recorrieron grandes distancias en este tipo de contenedores.

## Últimas tendencias
Las macetas de tela, son mucho más transpirables y eficientes con el control de la temperatura, fomentando una estructura de raíces densa, sana y mucho más ramificada (más bocas por donde comer). También proporcionan un aislamiento térmico superior, protegiendo las raíces contra el frío y el calor. Las macetas de geotextil son la mejor alternativa para el cultivo exterior, aseguran una aireación perfecta de las raíces, ya que nunca va a existir encharcamiento o exceso de agua. Las macetas de tela nunca se sobrecalienta debido a que evaporan agua a través de sus paredes y ello la mantiene fresca. Esto proporciona a las raíces unas condiciones perfectas para el crecimiento muy similares a las que se darían de forma natural y mucho mejores que la de cualquier macetero de plástico, barro o cerámica.
Debido a su gran capacidad de personalización y diseño, las macetas impresas en 3D están ganando poco a poco popularidad en el mundo de la decoración de interiores. Comparten características de filtrado con la terracota, ya que al fabricarse con PLA, permiten que la maceta "sude" y drene el agua de manera eficiente.Dan acceso a diseños que, por las características de los otros materiales, son más difíciles o complicados de hacer.